# ブラックバッグ
『ブラックバッグ』（原題：Black Bag）は、2025年制作のアメリカ合衆国のサスペンス映画。
エリート諜報員と二重スパイが最重要機密をめぐり繰り広げる頭脳戦を描いたミステリー・サスペンス。スティーヴン・ソダーバーグ監督、マイケル・ファスベンダー、ケイト・ブランシェットらが出演。

## あらすじ
イギリスの国家サイバーセキュリティセンター（NCSC）のエリート諜報員ジョージは、世界を揺るがす不正プログラム「セヴェルス」を盗み出した組織内部の裏切り者を見つけるという極秘任務＝“ブラックバッグ”に乗り出す。容疑者は全部で5人いたが、その中には凄腕諜報員でジョージの妻でもあるキャスリンも含まれていた。
ある夜、ジョージは容疑者全員をディナーに招待するが、それは裏切り者をあぶり出すための作戦だった。そして、食事に仕込まれた薬とアルコールの効果で、彼らの意外な関係性が浮かび上がってくる。

## キャスト
- ジョージ・ウッドハウス：マイケル・ファスベンダー
- キャスリン：ケイト・ブランシェット
- クラリサ：マリサ・アベラ
- フレディ：トム・バーク
- ゾーイ：ナオミ・ハリス
- ジミー：レゲ＝ジャン・ペイジ
- グスタフ・スカルスガルド
- カエ・アレキサンダー
- アーサー・スティーグリッツ：ピアース・ブロスナン